# Wappen von Sint Maarten
Das Wappen von Sint Maarten, einem Teil des Königreichs der Niederlande, zeigt auf blauem Hintergrund (mit rotem Rand) das gebordete Wappenschild und den früheren „silbernen“ Justizpalast aus Philipsburg. Im linken Obereck einen gelben Strauß der Wandelröschen (niederländisch: Wisselbloem), der nationalen Pflanze. Rechts oben das Monument der französisch-niederländischen Freundschaft.
Über dem Schild ein (brauner) fliegender Pelikan vor einer gelben strahlenlosen untergehenden Sonne.
Unter dem Schild im gelben Band mit grünen (auf der Flaggendarstellung: schwarzen) Majuskeln der Wahlspruch: SEMPER PROGREDIENS. (niederländisch: „Altijd op weg“. Sinngemäß: „Immer unterwegs“)
Das Wappen ist in der Flagge Sint Maartens für den Inselteil im weißen dreieckigen Feld nahe der Mastseite eingefügt.